# Oraison funèbre de très haut et très puissant prince Louis de Bourbon

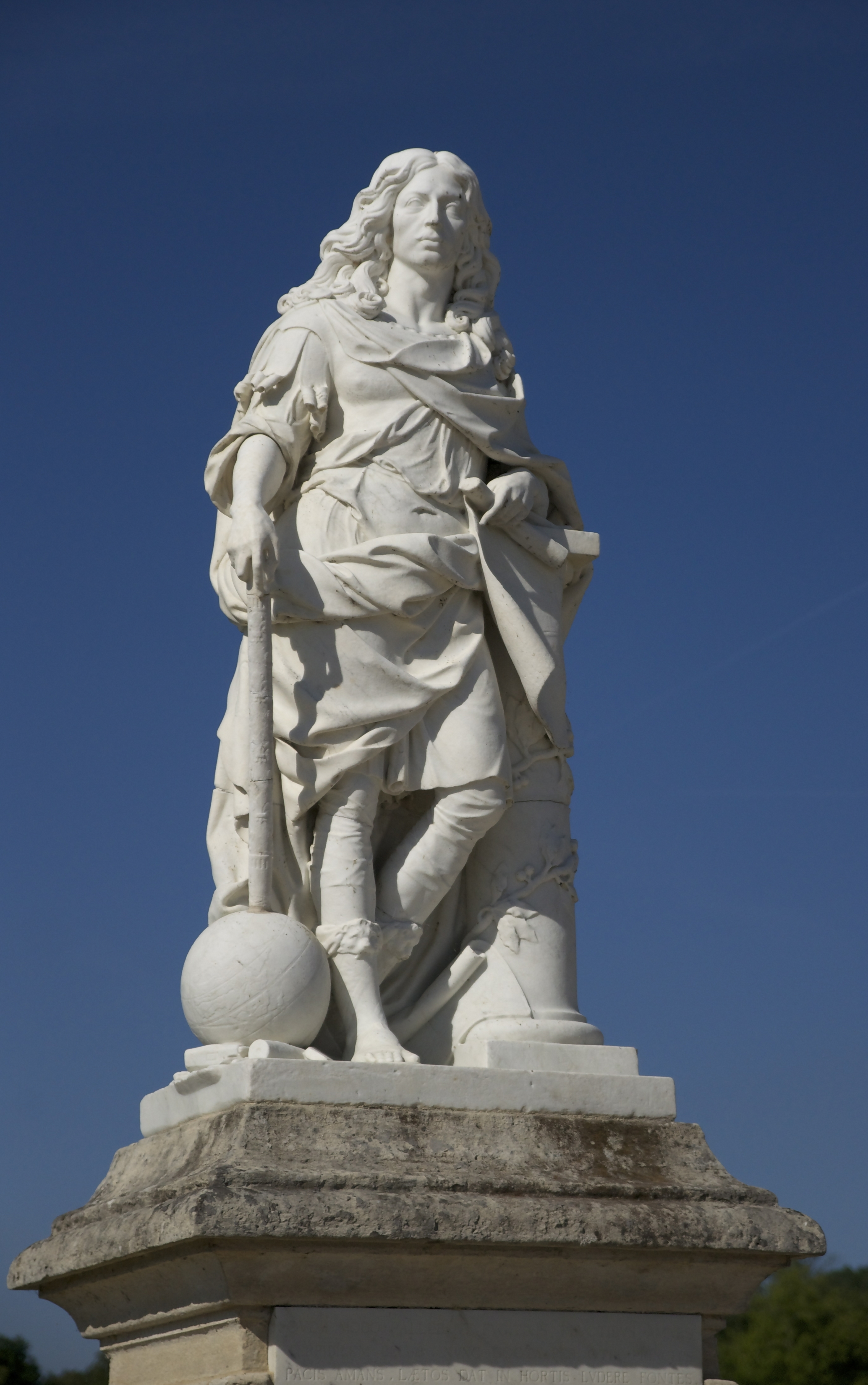
Statue du Grand Condé par Coysevox (1689), château de Chantilly.

L'Oraison funèbre de très haut et très puissant prince Louis de Bourbon, prince de Condé, premier prince du sang, également connue sous le titre de Oraison funèbre du Grand Condé, est un éloge à la mémoire de Louis II de Bourbon-Condé (1621-1686) prononcé par Bossuet le 2 mars 1687 en la cathédrale Notre-Dame de Paris. Ce discours, réputé pour son éloquence, est la plus célèbre des oraisons funèbres écrites par Bossuet avec celle d'Henriette d'Angleterre.

## Présentation

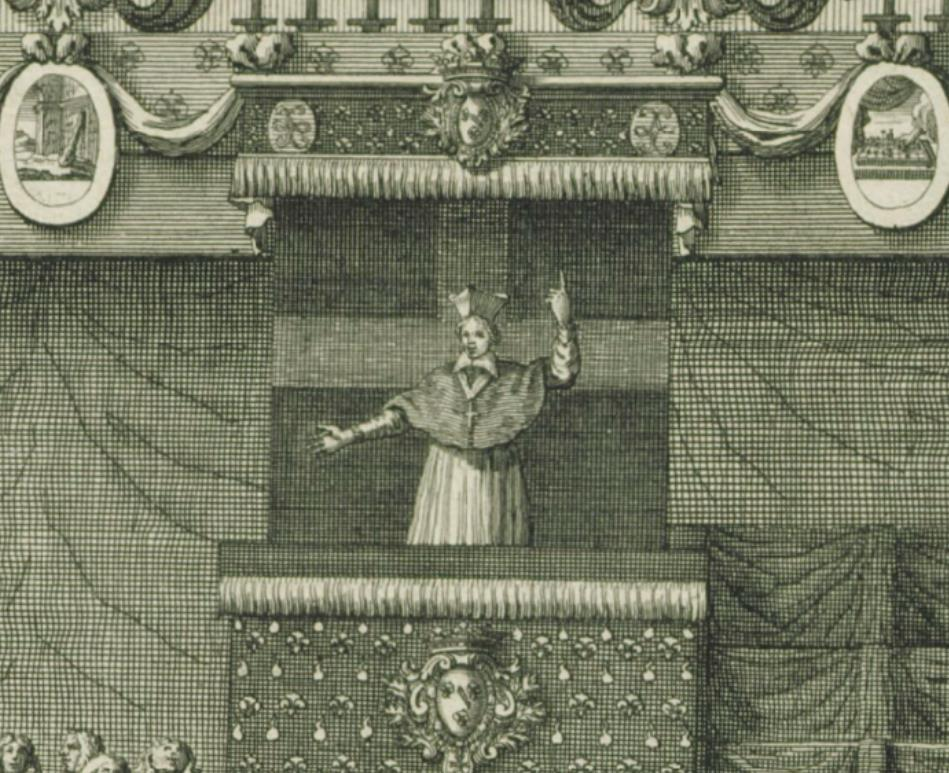
Bossuet déclamant l'oraison funèbre du Grand Condé dans la cathédrale Notre-Dame-de-Paris, en 1687, avec les décors de Jean Bérain.

Ayant depuis longtemps scellé sa réconciliation avec son cousin le Grand Condé, Louis XIV lui fait faire des obsèques royales et charge personnellement Bossuet de prononcer son éloge, choix d'autant plus logique que l'Aigle de Meaux, alors à l'apogée de sa gloire, est aussi le prêtre qui a dirigé la conversion religieuse du prince et son retour au catholicisme.
Ce discours est considéré comme le chef-d'œuvre de l'auteur dans ce registre, avec l'Oraison funèbre d'Henriette d'Angleterre, prononcée quelque 16 ans plus tôt et dont il retrouve ici la grandeur. 
Pierre Larousse, qui voit dans cette œuvre « la dernière et la plus justement admirée » des oraisons funèbres de Bossuet, ajoute : « On doit surtout louer la péroraison, où l'orateur appelle devant le tribunal de Dieu tous les âges et toutes les conditions, venant lui-même, à la suite de tant de générations, mêler à ce deuil religieux  les restes d'une voix qui tombe et d'une ardeur qui s'éteint. » 
La péroraison comprend notamment ce passage :
« Venez voir le peu qui nous reste d’une si auguste naissance, de tant de grandeur, de tant de gloire. Jetez les yeux de toutes parts : voilà tout ce qu’a pu faire la magnificence et la piété pour honorer un héros : des titres, des inscriptions, vaines marques de ce qui n’est plus ; des figures qui semblent pleurer autour d’un tombeau, et des fragiles images d’une douleur que le temps emporte avec tout le reste ; des colonnes qui semblent vouloir porter jusqu’au ciel le magnifique témoignage de notre néant ; et rien enfin ne manque dans tous ces honneurs, que celui à qui on les rend. [...] Voilà celui qui nous menait dans les hasards ; sous lui se sont formés tant de renommés capitaines que ses exemples ont élevés aux premiers honneurs de la guerre ; son ombre eût pu encore gagner des batailles ; et voilà que dans son silence son nom même nous anime. »